# DKW F8
De DKW F8 was een kleine auto uit de compacte klasse van het merk DKW die door de Duitse autoconstructeur Auto-Union van 1939 tot 1942 geproduceerd werd als opvolger van de DKW F7.

## Historiek
Zoals alle DKW "Frontwagen" werd de DKW F8 gebouwd in de Audi-fabriek in Zwickau. Net als voorheen bestond het aanbod uit het eenvoudigere en minder krachtige model "Reichsklasse" en de beter uitgeruste "Meisterklasse". Daarnaast werd ook een luxe cabriolet aangeboden, de "Front Luxus Cabriolet".
In 1940 werd de productie van de Reichsklasse en de luxe cabriolet stopgezet, twee jaar later viel ook het doek over de Meisterklasse. In totaal werden er ongeveer 50.000 exemplaren van de F8 gebouwd.
Als gevolg van de Tweede Wereldoorlog ging het DKW F9-model, dat klaar was om de F8 vervangen,  nooit in productie. Na de oorlog produceerde het Oost-Duitse Industrieverband Fahrzeugbau in de voormalige Audi-fabriek in Zwickau de IFA F8, die qua constructie bijna identiek was aan de DKW F8.

## Ontwerp
Uiterlijk was de F8 nauwelijks veranderd ten opzichte van zijn voorganger, maar de carrosserie was wel iets langer en breder geworden.
De auto werd aangedreven door de tweecilinder tweetaktmotor met omkeerspoeling  die al in de F2 Meisterklasse 701 werd gebruikt en dwars vooraan was gemonteerd. De motor met 589 cc in de Reichsklasse leverde 18 pk, de 692 cc-motor in de Meisterklasse leverde 20 pk. Ten opzichte van zijn voorganger was de slag van de 0,6-liter motor met 7,5 mm vergroot. Het motorvermogen werd overgebracht naar de voorwielen via een drieversnellingsbak met een versnellingspook in het midden van het dashboard. 
Net als bij de voorganger F7 werd de met kunstleer beklede multiplex-carrosserie op een stalen chassis gemonteerd. De onafhankelijke wielophanging met dwarse bladveren vooraan en de achterste "zwevende as" bleven ook ongewijzigd. De "Front Luxus Cabriolet" had een carrosserie van hout en staal.
De Reichsklasse en Meisterklasse waren verkrijgbaar als tweedeurs sedan, cabriolet-sedan of cabriolet. De "Front Luxus Cabriolet" werd aangeboden als een twee- of vierzitter cabriolet. Daarnaast werden er ook bestelwagens en pick-ups op basis van de Reichsklasse geproduceerd.

## Fotogalerij

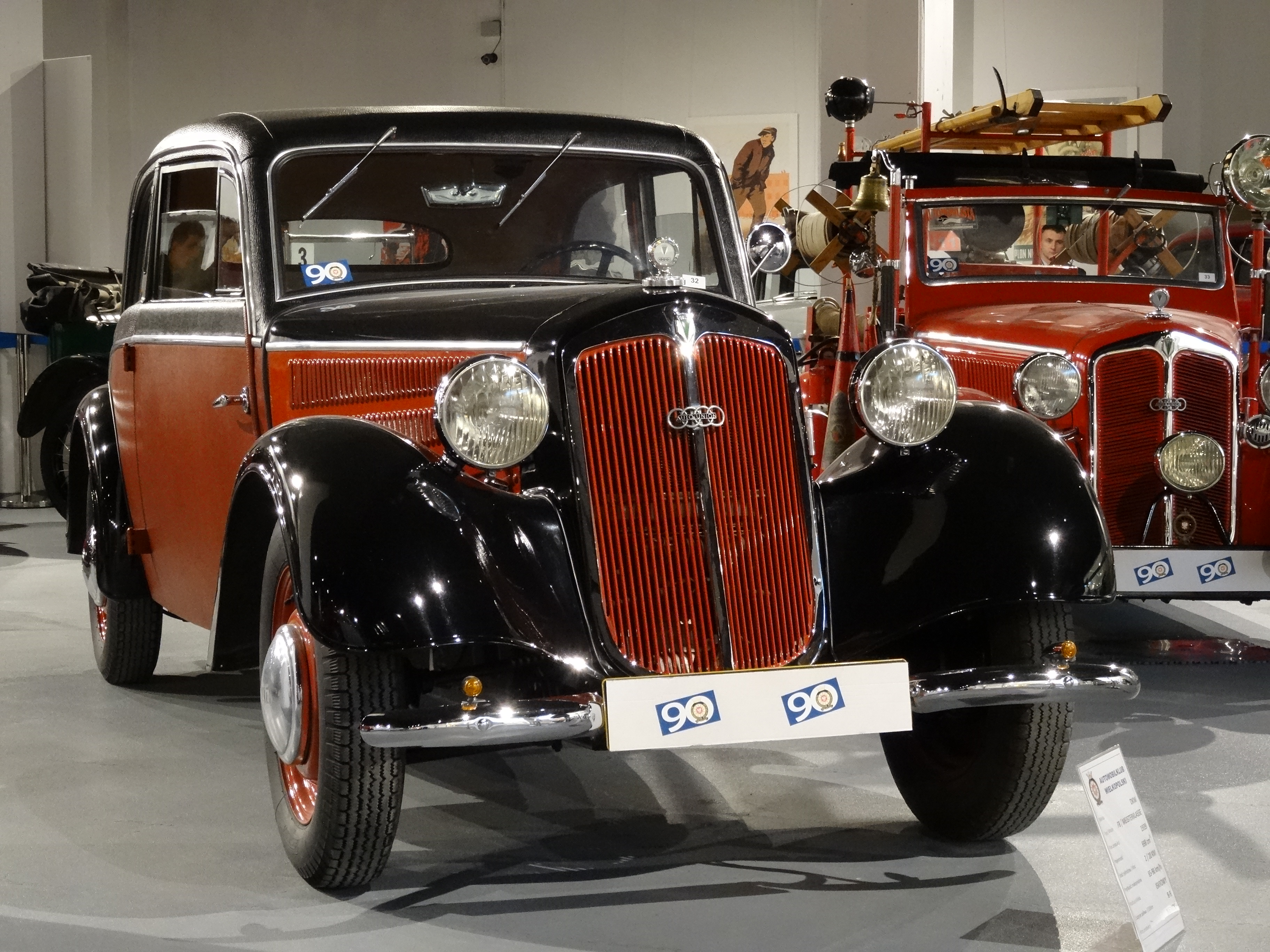
DKW F8 sedan
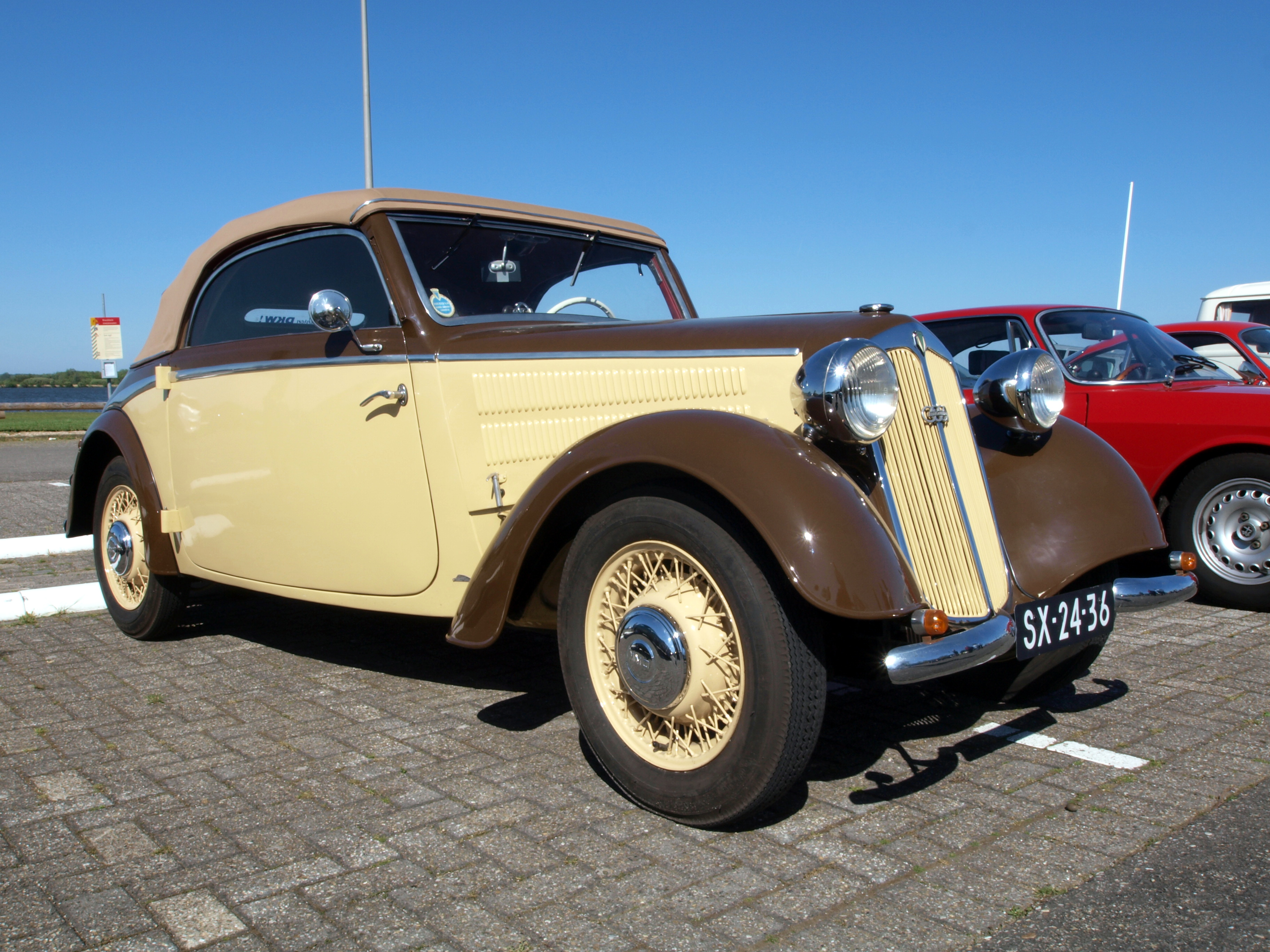
DKW F8 cabriolet-sedan
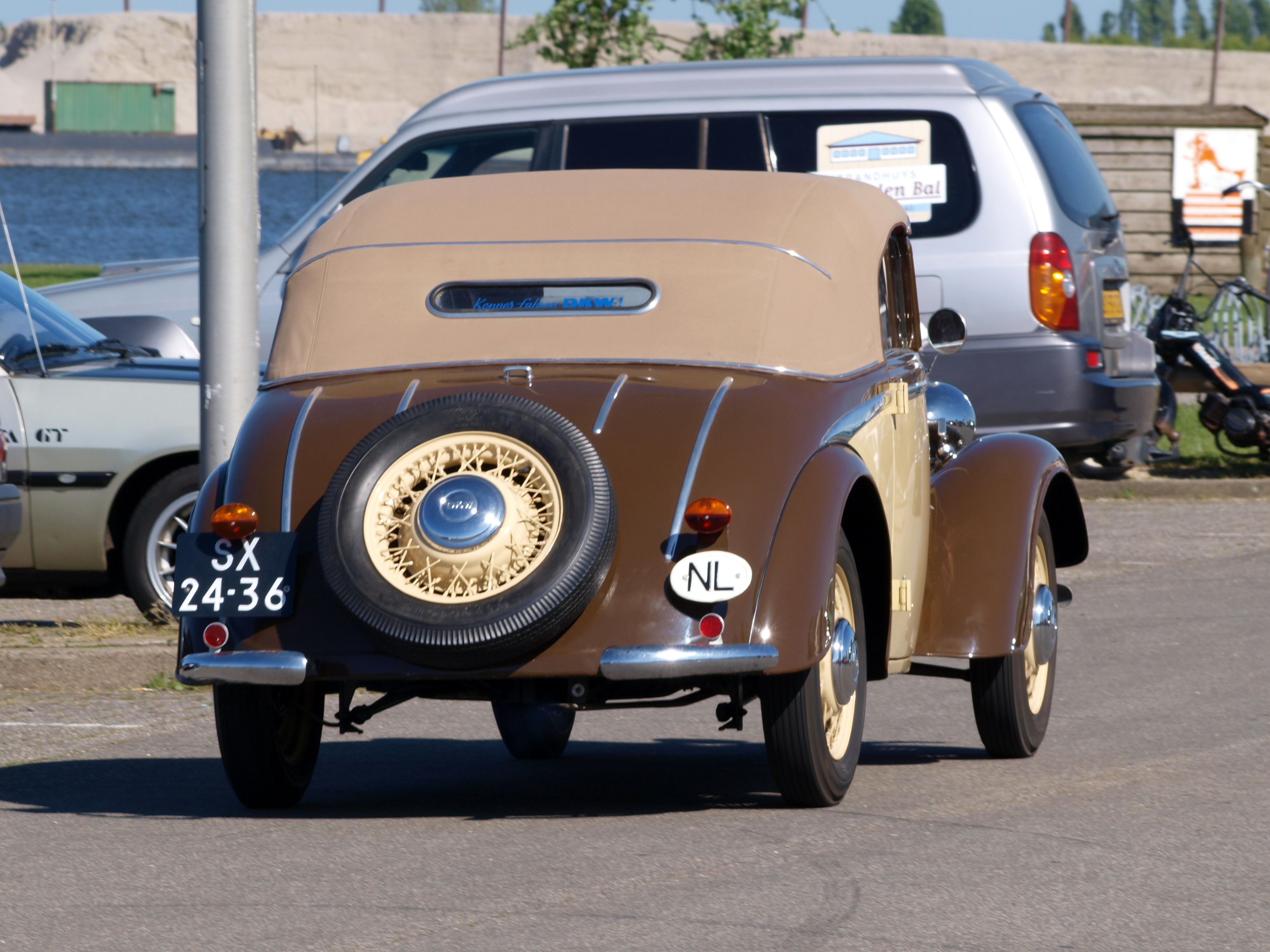
DKW F8 cabriolet-sedan, achteraanzicht
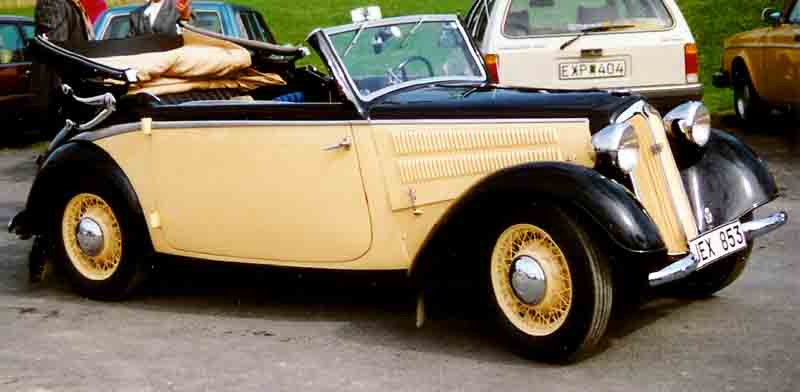
DKW F8 cabriolet
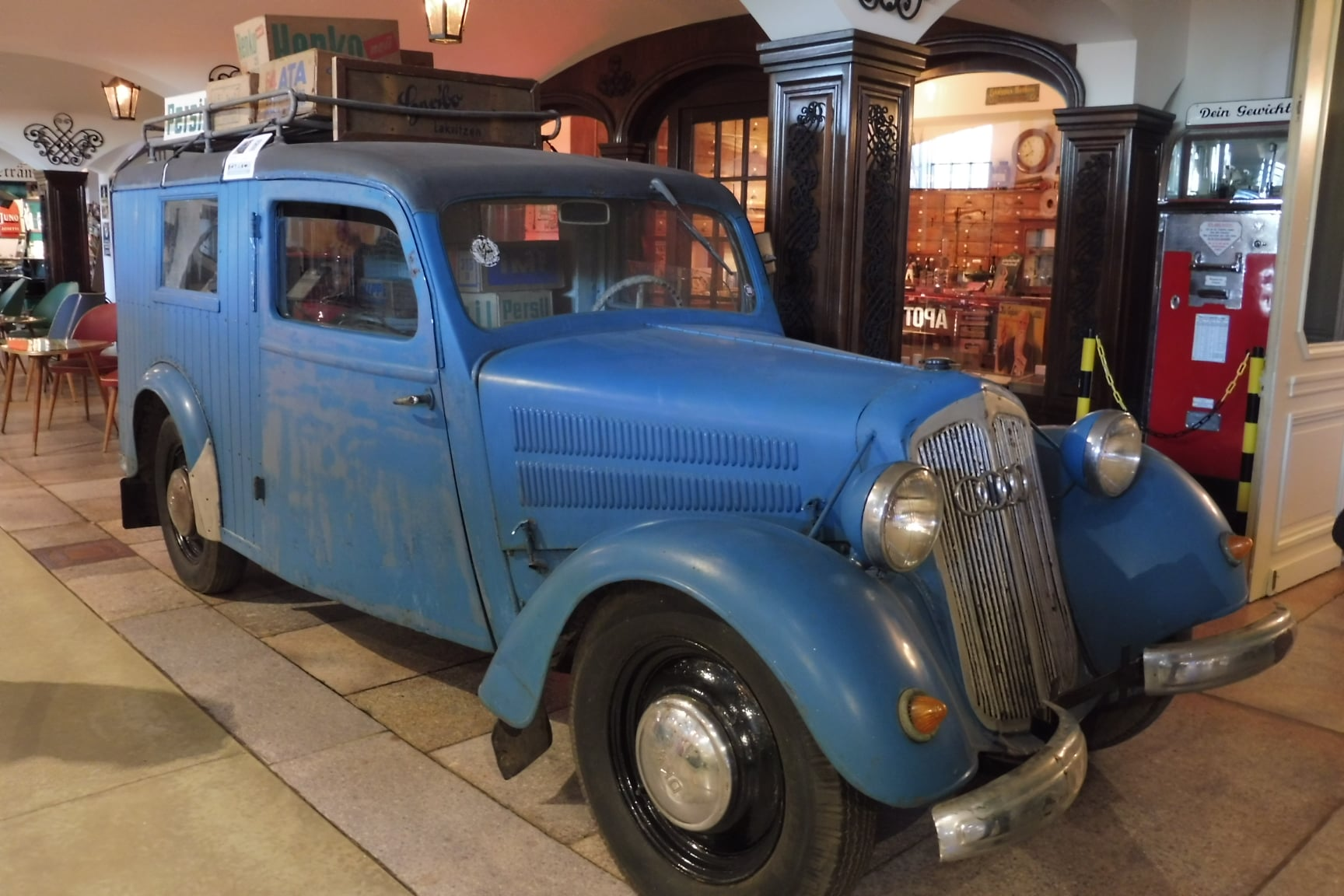
DKW F8 bestelwagen
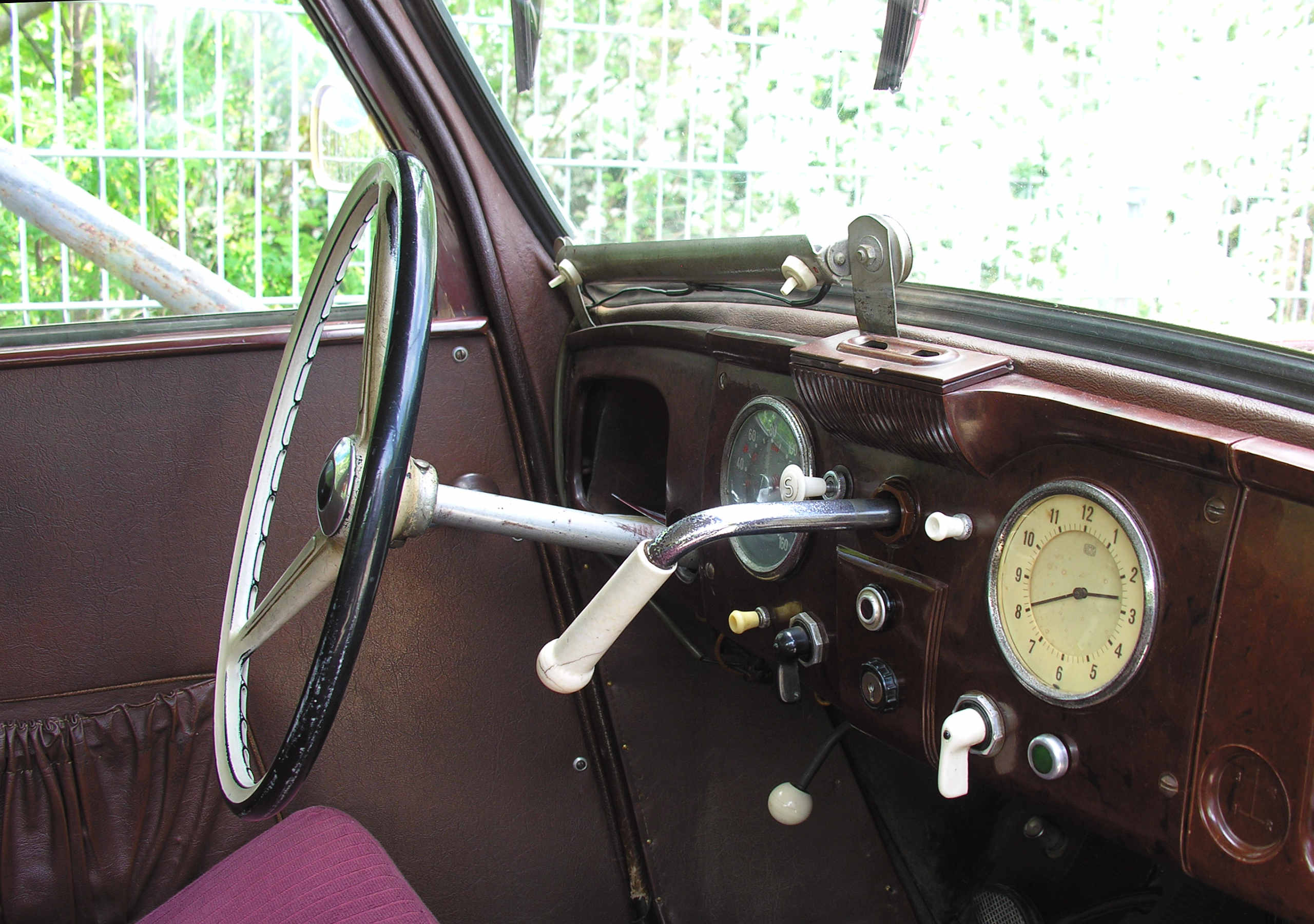
DKW F8 dashboard

## DKW F8 monoposto van Lauer

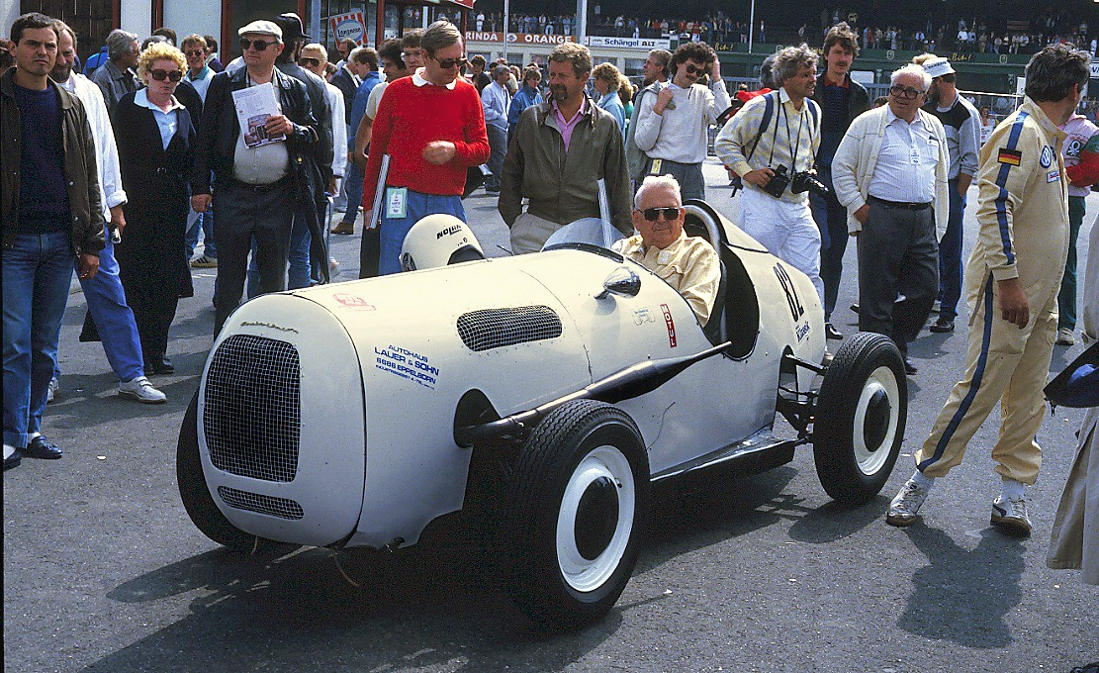
Jakob Lauer in zijn DKW F8 monoposto tijdens de Oldtimer-Grand-Prix op de Nürburgring in 1986

Jakob Lauer uit Eppelborn bouwde een monoposto op basis van een DKW F8 Meisterklasse uit 1939, waarmee hij van 1948 tot 1958 met succes deelnam aan races. Vanaf 1976 nam hij met zijn DKW deel aan klassieke auto-evenementen.
In mei 1942 opende Lauer een autowerkplaats en in 1947 begon hij met het bouwen van zijn racewagen. Aanvankelijk produceerde de motor 22 pk, nauwelijks beter dan de standaardmotor, maar de racewagen haalde er wel snelheden mee tot 112 km/u. Om het gewicht laag te houden had Lauer ongeveer 300 gaten in de wielen van de auto geboord. Na verloop van tijd werd het motorvermogen opgevoerd tot bijna 40 pk, goed voor een topsnelheid boven de 160 km/u. Ook de carrosserie werd voortdurend verbeterd, de laatste versie werd met de hand uit aluminium vervaardigd.
Modellen voor 1945:
Type P · 
4=8 (V 800/V 1000/Sonderklasse/Schwebeklasse) · 
F1 · 
F2 · 
F4 · 
F5 · 
F7 · 
F8 · 
F9 (prototype)
Modellen na 1945:
F10 · 
Meisterklasse (F89) · 
Sonderklasse (F91) · 
3=6 (F93/94) · 
Monza · 
Junior · 
F11/F12 · 
F102
Terrein- en bedrijfswagens:
Munga (F91/4) · 
DKW Schnellaster · 
DKW F 1000 L
Merknaam Auto Union:
1000 · 
1000 Sp
Afgeleide modellen:
IFA F8 · 
IFA F9 · 
Audi F103